# کوری (لاتزیو)
کوری (به ایتالیایی: Cori) یک کومونه در ایتالیا است که در استان لاتینا واقع شده‌است. کوری ۸۶ کیلومتر مربع مساحت و ۱۱٬۲۴۹ نفر جمعیت دارد و ۳۸۴ متر بالاتر از سطح دریا واقع شده‌است.

## خواهرخوانده
شهر پفکی خواهرخواندهٔ کوری (لاتزیو) هست.

## تاریخ
این شهر در دورانی که روم هنوز درحال توسعه بود (سده‌های هفتم تا ششم قبل از میلاد) بسیار توسعه یافته بود.
این شهر جزوی از لیگ لاتین بود. طبق نوشته‌های تیتوس لیویوس، نویسنده‌ی کتاب از پیدایش روم، در ۵۰۳ ق.م. این شهر با شهر سوئسا پومتیا و با یاری آورونکیان بر جمهوری روم شورید اما شکست یافت.